# چیاراکه (ملگار)
چیاراکه (به اسپانیایی: Chiaracce) یک کوه در پرو است که در منطقه پونو واقع شده‌است. چیاراکه ۴٬۹۰۰ متر بالاتر از سطح دریا واقع شده‌است.